# Parc Bela Vista
Le parc Bela Vista (en portugais : Parque da Bela Vista) est l'un des plus grands espaces verts de Lisbonne, au Portugal. Bela Vista (Belle Vue) est le nom du quartier adjacent. Le parc s'étend sur 85 000 m². C’est une ancienne ferme dont l’aspect rural a été conservé. Il combine des zones arborées avec de vastes espaces ouverts, autrefois des champs de céréales. Il est souvent utilisé comme lieu de grands concerts, dont plusieurs événements Rock in Rio.

## Evènements
De nombreux artistes, tels que Les Rolling Stones, Paul McCartney, Rammstein, Ben Harper, Britney Spears, Roger Waters, Alicia Keys, Shakira, Red Hot Chili Peppers, Sting, Amy Winehouse, Lenny Kravitz, Anastacia, A-HA, Bon Jovi, Linkin Park, Guns N' Roses, Muse, Miley Cyrus, MIKA, Queen, Fergie, Maroon 5, Bruce Springsteen, Jessie J, Justin Timberlake, Demi Lovato, Avicii, Ed Sheeran, Charlie Puth et Metallica s'y sont produits lors de Rock in Rio. Madonna s'est produite au parc lors de sa tournée Sticky & Sweet le 14 septembre 2008, devant 75 000 spectateurs. Le 31 juillet 2011, Bon Jovi a terminé sa tournée Bon Jovi Live au parc Bela Vista devant un public à guichets fermés de 57 832 spectateurs. Katy Perry s'y est produite lors de sa tournée de 2017 Witness: The Tour.